# 马梅 (索姆省)
马梅（法語：Mametz，法語發音：[mame]）是法国上法蘭西大區索姆省的一个旧市镇，属于佩罗讷区。2019年1月1日，马梅与市镇卡尔努瓦合并为新市镇卡尔努瓦-马梅，马梅为新市镇行政中心。

## 地理
马梅（49°59'50"N, 2°44'11"E）面积7.25 平方千米，位于法国上法蘭西大區索姆省，该省份为法国北部沿海省份，北起加来海峡省和北部省，西接滨海塞纳省和大西洋英吉利海峡，南至瓦兹省，东临埃纳省。
与马梅接壤的市镇（或旧市镇、城区）包括：孔塔尔迈松、巴藏坦、索姆河畔布赖、卡尔努瓦、弗里库尔、皮卡第地区蒙托邦。
马梅的时区为UTC+01:00、UTC+02:00（夏令时）。

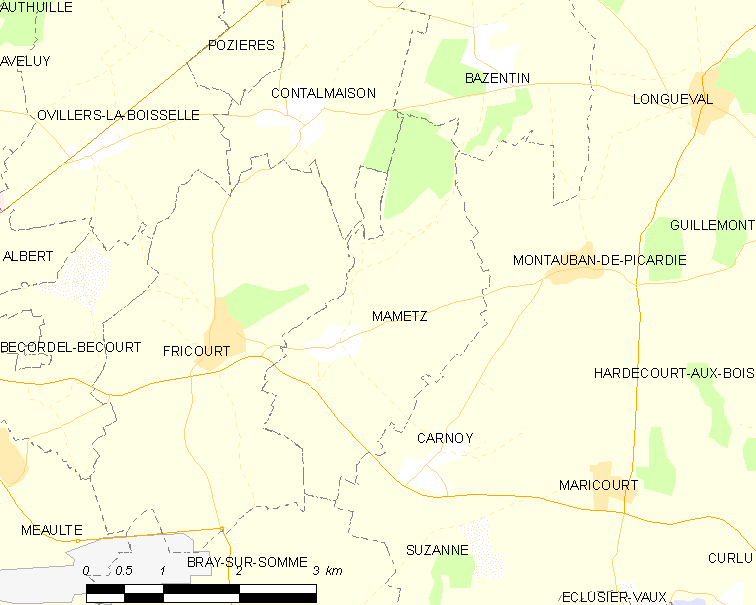
马梅的OSM定位图

## 行政
马梅的邮政编码为80300，INSEE市镇编码为80505。

## 政治
马梅所属的省级选区为阿尔贝县。

## 人口

1962-2008年间马梅人口变化图示

马梅于2018年1月1日时的人口数量为183人。